# Trembleya rosmarinoides
Trembleya rosmarinoides är en tvåhjärtbladig växtart som beskrevs av Dc.. Trembleya rosmarinoides ingår i släktet Trembleya och familjen Melastomataceae. Inga underarter finns listade i Catalogue of Life.